# Margarete Metzner
Margarete Emma Gertrud Metzner, geb. Margarethe Emma Gertrud Klebe (* 9. Mai 1899 in Berlin; † 27. April 1968 ebenda), war eine deutsche Eiskunstläuferin, die im Einzellauf und im Paarlauf startete.
Im Einzellauf wurde sie 1917 und 1919 deutsche Vizemeisterin, erst hinter Thea Frenssen, dann hinter Elaine Winter. 1918 wurde sie Dritte hinter beiden Läuferinnen.
Danach trat Metzner im Paarlauf mit Paul Metzner an. 1920 wurden sie in Berlin deutsche Meister im Paarlauf. Sie heirateten 1921. Bei der ersten Weltmeisterschaft nach dem Ersten Weltkrieg, ihrer einzigen gemeinsamen Weltmeisterschaftsteilnahme, gewannen sie 1922 in Davos die Bronzemedaille hinter den Österreichern Helene Engelmann und Alfred Berger und den für Finnland startenden Ludowika Jakobsson-Eilers und Walter Jakobsson.
Nach ihrer sportlich aktiven Zeit war sie als Sportlehrerin tätig.

## Ergebnisse

### Paarlauf
(mit Paul Metzner)
| Wettbewerb / Jahr        | 1917 | 1918 | 1919 | 1920 | 1922 |
| ------------------------ | ---- | ---- | ---- | ---- | ---- |
| Weltmeisterschaften      |      |      |      |      | 3.   |
| Deutsche Meisterschaften | 2.*  | 3.*  | 2.*  | 1.   |      |

* im Einzellauf